# Claude Lussan
Pour les articles homonymes, voir Lussan.
Claude Lussan, né le 5 mars 1910 dans le VIIe arrondissement de Paris et mort le 5 février 2008 à Boulogne-Billancourt, est un avocat et un bâtonnier français, spécialisé dans les affaires civiles et financières, auteur de plusieurs ouvrages juridiques, créateur des CARPA, président de l'Union internationale des avocats.

## Biographie
Paul Louis Marie Claude Lussan est le fils d'un avocat au Conseil d'État et à la Cour de cassation.
Diplômé de l'Institut d'études politiques de Paris et de la Faculté de droit de Paris, il en sort docteur en droit. En 1932, il est avocat à la Cour d'appel de Paris. Il le sera pendant plus de 75 ans.
En 1967, il est élu bâtonnier de l'ordre des avocats à la cour de Paris,. Il le reste jusqu'en septembre 1969. Au niveau international, il devient successivement secrétaire général (1957), vice-président (1962) puis président (1969–1971) de l’Union internationale des avocats.
En 1974, il participe à la défense de Luis Corvalan, secrétaire général du parti communiste chilien,.
Il fut l'avocat de la secte Moon en France.
Il est à l'origine de la création de Caisses autonomes des règlements pécuniaires des avocats, (CARPA),.
Il a créé également InitiaDROIT en 2003, une association d’avocats bénévoles dont l’objet est d’éveiller les jeunes au droit. En 2005 a lieu la signature d’une première convention avec l’Académie de Paris pour une première période. Au cours de l’année scolaire 2006-2007, 500 avocats bénévoles sont envoyés à plus de 800 reprises, dans 219 lycées et collèges pour initier la jeunesse au droit et à la justice,
Le 16 janvier 2008 une convention étend InitiaDROIT au niveau national.

## Décoration
- Grand officier de la Légion d'honneur
- Grand officier de l’ordre national du Mérite
- Commandeur des Palmes académiques.

## Écrits
- Titre, enseigne de journal, 1950.
- La législation des sociétés en territoire d’Outre-mer et territoires associés
- En marge de François Mauriac : Plaidoyer pour Thérèse Desqueyroux, article dans Les Annales-Conférencia, 68e année, numéro 128, 1961, pages 46 à 54.
- L'affaire Jacques Cœur, article dans Les Annales-Conférencia, 1962.
- Les grandes heures du barreau de Paris , article dans Les Annales-Conférencia, 1968.

### Filmographie
- Les avocats dans la Cité, film pédagogique (22 minutes) de Marc-Laurent Turpin, 2006.
- Claude Lussan, le bâtonnier visionnaire, documentaire (90 minutes) de Marc-Laurent Turpin, 2010.